# Charles Nerinckx
Charles Nerinckx, né le 2 octobre 1761 à Herfelingen (Belgique) et décédé le 12 août 1824, est un prêtre catholique belge. Il fut l'un des premiers missionnaires, qui a œuvré dans une mission du Kentucky puis au Missouri, et a fondé en 1824 la première congrégation religieuse ouverte aux Afro-Américaines.

## Biographie
Charles Nerinckx, curé d'Everberg, près de Louvain, fut l'un des premiers prêtres missionnaires au Kentucky, aux États-Unis. Ordonné prêtre en 1785, il est nommé vicaire à la cathédrale de Malines, où il se dévoue tout particulièrement pour les plus pauvres et les artisans. Lorsque les armées révolutionnaires françaises envahissent la Belgique, un mandat d'arrêt est signé contre lui en 1797 et il doit se cacher pendant quatre ans, puis fuir déguisé à Termonde, où il fera la connaissance de Pierre-Jean De Smet, qui sera le plus célèbre des missionnaires jésuites aux États-Unis, pour avoir exploré le Grand Ouest, dans les montagnes Rocheuses.
En 1804, il part comme missionnaire aux États-Unis, où sa grande énergie est rapidement remarquée. John Carroll lui donne l'ordre de donner assistance à Stephen Badin, le seul prêtre du Kentucky, en 1805, sur un territoire de plus de 200 miles de longueur. Il construit une dizaine d'églises sur cet immense territoire. Le pape souhaite en faire l'évêque du Territoire de Louisiane, mais il décline l'honneur qui lui est fait, puis fonde la congrégation des 'Sœurs de Lorette' en 1812, qui sera ensuite dirigé par David Alexandre de Parc, arrivé en 1817, et plus tard, en 1824, une autre congrégation religieuse pour jeunes filles afro-américaines, la première dans le pays.
Revenu au pays en 1816, Charles Nerinckx publia dans les journaux belges un appel aux vocations pour l'Amérique dans les journaux de la future Belgique, grâce auquel de nombreux prêtres se portèrent volontaires pour un travail missionnaire aux États-Unis. Il est de nouveau en Belgique en 1821 pour y recruter des collaborateurs, il a fait connaître auprès des jeunes prêtres le rôle des missionnaires auprès des Amérindiens. Avant de quitter l'Amérique, il avait visité le collège des jésuites à Georgetown. Antoine Kohlmann, alors supérieur du premier noviciat jésuite d’Amérique du Nord à White Marsh (Maryland) en 1819, lui avait demandé un renfort de novices belges.
Le Territoire de Louisiane, rebaptisé Missouri, est admis dans l’union des États d’Amérique du Nord en 1821 et son évêque, Mgr Louis Dubourg, souhaite développer les missions. Charles Nerinckx repartit de Belgique avec neuf jeunes, principalement de la région d'Anvers, dont le père Pierre-Jean De Smet. Parmi eux, Josse Van Assche, Félix Verreydt (de Diest), François de Maillet (de Bruxelles), et Jean-Baptiste Smedts .
Le groupe amené de Belgique rejoint le père Charles Van Quickenborne, une autre figure belge de la mission parmi les amérindiens du Midwest. Ils s’installent à Florissant en juin 1823, dans une ferme cédée par Mgr Dubourg puis essaiment vers la paroisse Saint-Ferdinand de Saint-Louis. Ces fondations sont le point de départ de la présence des jésuites dans la région centrale, puis l'Ouest des États-Unis.  À Florissant, une école pour jeunes garçons autochtones est fondée en mai 1824 avec des subventions du gouvernement fédéral américain de James Monroe, puis c'est un petit-séminaire à Saint-Régis, en 1825. Le projet d'un grand collège à Saint-Louis, ville voisine plus importante est transféré sous la juridiction des jésuites en 1828. Sous l'impulsion de Pierre Verhaegen il deviendra l'université de Saint-Louis, première institution académique universitaire à l'ouest du Mississippi.

## Hommage et souvenir
- Nerinx (en), au Kentucky, est la localité (fondée par un successeur de Charles Nerinckx) où se trouve la maison-mère de la congrégation des sœurs de Lorette.
- Nerinx Hall High School (en) est une école catholique pour jeunes filles à Webster Groves au Missouri (archidiocèse de Saint-Louis)